# Élie Colin
Pour les articles homonymes, voir Colin.
 (janvier 2014).
Si vous disposez d'ouvrages ou d'articles de référence ou si vous connaissez des sites web de qualité traitant du thème abordé ici, merci de compléter l'article en donnant les références utiles à sa vérifiabilité et en les liant à la section « Notes et références ».
Le père Élie Colin, né à Graulhet (Tarn) le 28 novembre 1852 et mort le 10 avril 1923 , est un jésuite et scientifique français. 

## Biographie
Il est à l'origine de l'observatoire astronomique de Tananarive à Madagascar en 1887 dont il a été le directeur pendant 34 ans. Il y a fondé une école d'astronomie. Il y est enterré. Il étudia le magnétisme terrestre. Il était un grand ami du maréchal Hubert Lyautey. Il a été membre correspondant de l'Académie des sciences (1899).
Il a vécu une grande partie de sa vie à Lavaur (Tarn) où une rue porte son nom.